# Нижнетуровское сельское поселение
Нижнетуровское сельское поселение — муниципальное образование в Нижнедевицком районе Воронежской области. Административный центр — село Нижнее Турово. Население на 1 января 2018 года составляет 488 человек, и отмечаются темпы демографического роста.

## Географическое положение
Сельское поселение расположено на территории Среднерусской возвышенности, поэтому рельеф в основном холмистый, переходящий в небольшие низины и луга. На территории поселения протекают три реки: Девица, Тур и Россошка.

## Административное деление
В состав поселения входит один населённый пункт:
- село Нижнее Турово

## Политика
Руководят Сельским поселением две ветви власти — законодательная и исполнительная. Законодательная власть выражена в лице Совета Народных Депутатов, а исполнительная в лице Главы сельского поселения.